# Deltigalus
Deltigalus is een geslacht van hooiwagens uit de familie Gonyleptidae.
De wetenschappelijke naam Deltigalus is voor het eerst geldig gepubliceerd door Roewer in 1931. 

## Soorten
Deltigalus is monotypisch en omvat slechts de volgende soort:
- Deltigalus curvispina